# کارناوبا دوس دانتاس
کارناوبا دوس دانتاس (به پرتغالی: Carnaúba dos Dantas) یک شهرستان در برزیل است که در ریو گرانده شمالی واقع شده‌است.